# Malo (entreprise)
 (avril 2022).
Si vous disposez d'ouvrages ou d'articles de référence ou si vous connaissez des sites web de qualité traitant du thème abordé ici, merci de compléter l'article en donnant les références utiles à sa vérifiabilité et en les liant à la section « Notes et références ».
Malo est une marque italienne de cachemire, elle est née à Florence en 1972 de l'initiative de deux frères Alfredo Canessa et Giacomo Canessa, entrepreneurs. Ses collections sont saisonnières et distribuées à travers le monde par le biais d'un réseau commercial qui comprend des boutiques  Malo, des magasins multimarques et des grands magasins sélectionnés, dans différentes parties du monde.

## Histoire
En 1972 Malo Tricot srl naît à Florence de l'initiative de deux frères génois Giacomo et Alfredo Canessa.
En 1973 l'entreprise déménage dans les alentours de Florence, à Campi Bisenzio, où commence la production de bonneterie de cachemire. Entre les années 70-80 l'entreprise s'affirme progressivement sur le territoire national. En 1980 Malo Tricot srl devient Malo Spa; l'entreprise s'étend hors des limites régionales et ouvre une salle d'exposition à Milan.
En 1984 la marque Malo devient internationale. À New York naît la Malo Usa Inc. C'est une société qui s'occupe de la distribution des produits de bonneterie sur le territoire nord-américain.
En 1988 la Malo Spa commence sa campagne d'expansion acquérant Velley Spa de Alessandria et Abor srl de Plaisance[Quoi ?].
En 1989 la Malo Spa change de directives et devient Mac (Manufacture Associée Cachemire). À partir des années 1990, la stratégie d'entreprise Mac vise à l'accroissement d'exportation, à travers l'ouverture de filiales commerciales dans les marchés stratégiques (New York, Düsseldorf, Paris, Tokyo), et à la croissance de « magasins phares », pour promouvoir l'image de la marque, dans différentes villes du monde.
En 1994 Mac annonce l'acquisition de sa concurrente nationale Mgm Malima.
En 1999 Malo rentre dans le groupe molisan Itierre (Groupe it Holding), où elle restera jusqu'à sa cession à la suite du krach de la holding.
En octobre 2010 elle est acquise par la société Evanthe du groupe italien Exa srl.

## Le Pôle italien du cachemire
En 1994 l'entreprise Malo des frères Alfredo et Giacomo Canessa annonce l'acquisition de 100 % de la concurrence Mgm Malima, de l'entrepreneur Armando Poggio. Avec cette opération, le groupe Manufacture Associé Cashmere devient le leader national de la production de cachemire.

## La production
Le cachemire de la production Malo provient de Mongolie. Le duvet devient du cachemire après le filage et la teinture dans les laboratoires italiens.  Le processus final est le tissage, réalisé avec des métiers à tisser traditionnels à la main et des outillages d'avant-garde. L'entreprise produit des têtes de bonneterie au sein des usines de Florence et Plaisance. En plus de la collection homme-femme centrée sur la bonneterie haut de gamme, Malo consolide au cours du temps de nouvelles lignes de produits incluant la maroquinerie, les chaussures, l'homewear et la ligne enfant.

## Les défilés
En 2006, pour ses débuts sur les podiums, Malo choisit New York. La collection automne-hiver dessinée par Fabio Piras défile pendant la Fashion Week de New York. S'ensuivront les collections des stylistes Roberto Rimondi, Alessandro dell'Acqua, Hamish Morrow, Saverio Palatella et Guglielmo Capone.

## Siège Malo
Le siège social Malo est à Campi Bisenzio, aux alentours de Florence, aujourd'hui encore, au-delà du domaine de production, du contrôle de qualité, des magasins et de la logistique, s'y trouve la direction, le cabinet d'étude stylistique et de design. Les présentations de prêt-à-porter ont lieu à la salle d'exposition de Milan. En 2014, la marque Malo est présente dans six pays européens (Italie, France, Allemagne, Hongrie, Espagne et Russie) aux États-Unis, au Japon et en Corée.